# Gare de Barentin
La gare de Barentin (anciennement « gare de Barentin-Embranchement ») est une gare ferroviaire française de la ligne de Paris-Saint-Lazare au Havre, située sur le territoire de la commune de Barentin, dans le département de la Seine-Maritime en région Normandie.
Elle est mise en service en 1847 par la Compagnie du chemin de fer de Rouen au Havre, avant de devenir en 1855 une gare de la Compagnie des chemins de fer de l'Ouest, qui l'aménage en gare de bifurcation et la renomme « Barentin-Embranchement » lors de l'ouverture de la ligne de Barentin à Caudebec-en-Caux. Plus tard, elle devient une gare de l'Administration des chemins de fer de l'État avant de redevenir une simple gare de passage.
C'est une gare de la Société nationale des chemins de fer français (SNCF) du réseau TER Normandie desservie par des trains express régionaux.

## Situation ferroviaire

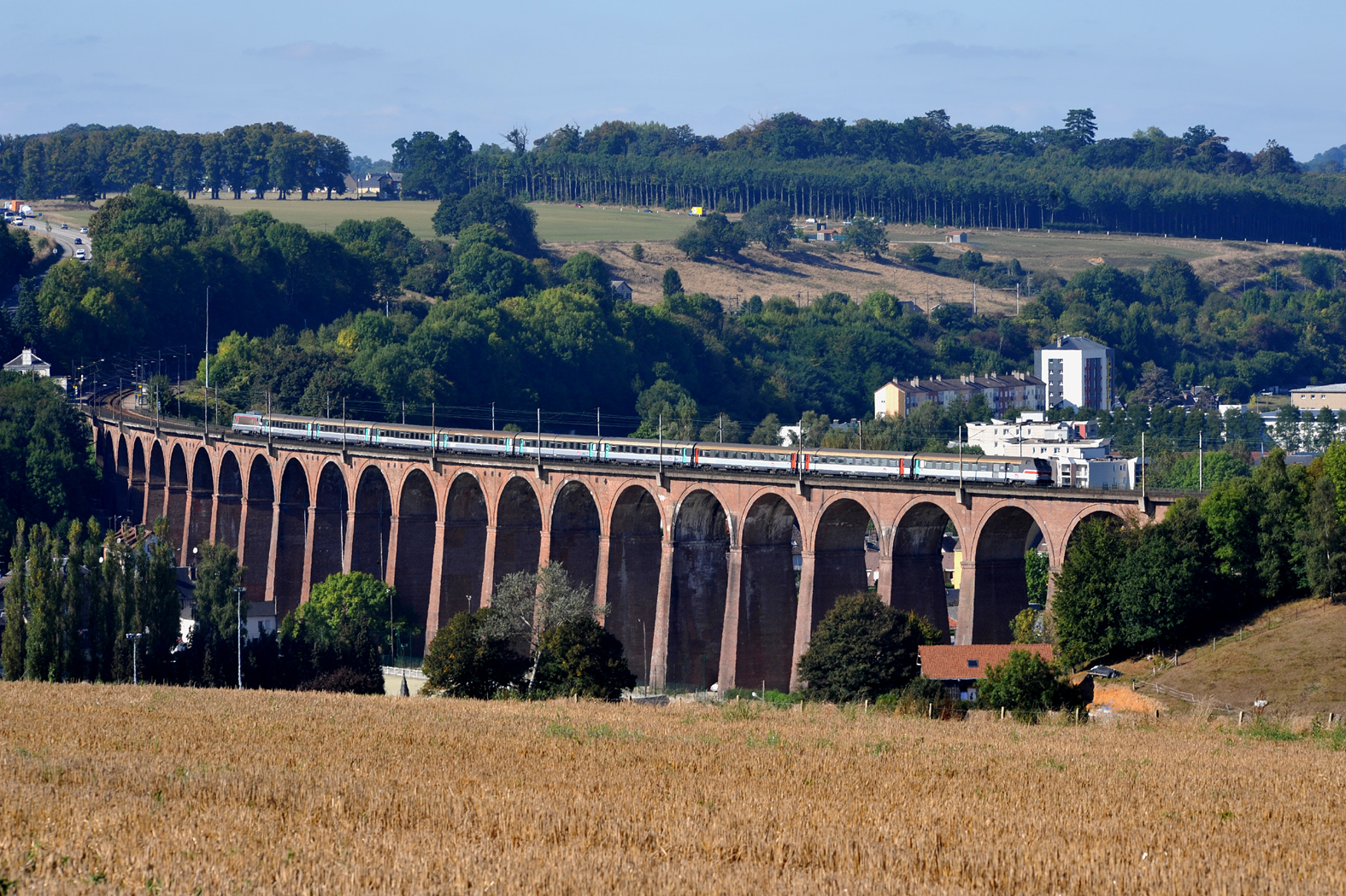
La gare est à gauche du viaduc.

Établie à 76 mètres d'altitude, la gare de Barentin est située au point kilométrique (PK) 156,715 de la ligne de Paris-Saint-Lazare au Havre, entre les gares de Malaunay - Le Houlme et de Pavilly. Elle est séparée de la première par le viaduc de Barentin, qui débute au bout des quais de la gare.
Ancienne gare de bifurcation, elle était également l'origine de la ligne de Barentin à Caudebec-en-Caux (neutralisée en 1996) avant la gare de Pavilly-Ville. Du fait de sa situation à l'extrémité du viaduc, sur un point haut qui domine de 30 mètres le vallon de l'Austreberthe, cette ligne disposait d'un tracé particulier, avec trois rebroussements : « les trains quittaient la gare sur la voie principale impaire en direction du Havre, puis marquaient l'arrêt et refoulaient jusqu'à un faisceau de garage en cisaillant la voie paire. De ce tiroir, ils rebroussaient une deuxième fois pour gagner la petite gare en cul-de-sac de Pavilly-Ville » où ils inversaient leur marche pour rejoindre le fond du vallon.

## Histoire
La « station de Barentin » est mise en service le 22 mars 1847 par la Compagnie du chemin de fer de Rouen au Havre, lorsqu'elle ouvre à l'exploitation sa ligne en prolongement de la ligne de Paris à Rouen. C'est l'une des treize stations de la ligne, située entre celles de Pavilly et de Malaunay. Elle dispose d'un bâtiment voyageurs dû à l'architecte William Tite comme toutes les autres stations d'origine de la ligne.

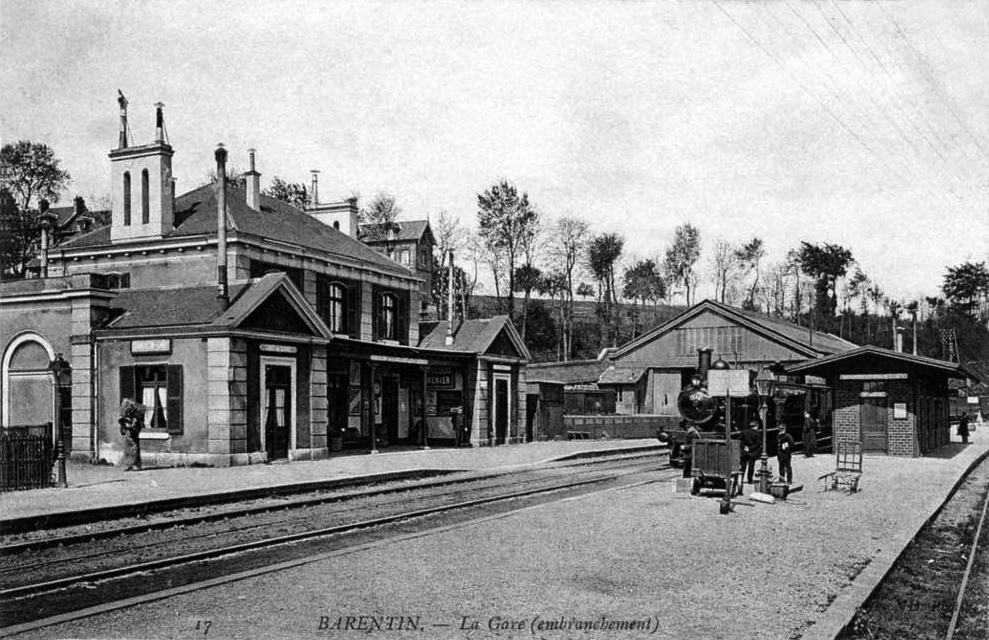
La gare vers 1900.

En 1855, elle intègre, comme la ligne, le réseau de la Compagnie des chemins de fer de l'Ouest, laquelle est issue d'une fusion comprenant notamment les compagnies d'origine de la ligne.
Le 25 septembre 1880, un projet d'extension des aménagements de la gare est proposé. Modifié le 19 février 1881, il présente un coût estimatif de 287 500 francs.
Elle devient une gare de bifurcation en 1881, lors de l'ouverture à l'exploitation, par la compagnie de l'Ouest, de la section de Barentin à Duclair, prolongée en 1882 jusqu'à Caudebec-en-Caux. Cette nouvelle ligne comporte la gare de Barentin-Ville, au fond du vallon ce qui amène au changement du nom de la station de Barentin qui devient « Barentin-Embranchement ».
En 2014, c'est une gare voyageurs d'intérêt régional (catégorie B : la fréquentation est supérieure ou égale à 100 000 voyageurs par an de 2010 à 2011), qui dispose de deux quais (le quai impair, pour la voie 1, d'une longueur utile de 200 m et le quai pair, pour la voie 2, d'une longueur totale de 203 m) et deux abris.
En 2015, SNCF estime la fréquentation annuelle à 383 578 voyageurs.

## Service des voyageurs

### Accueil

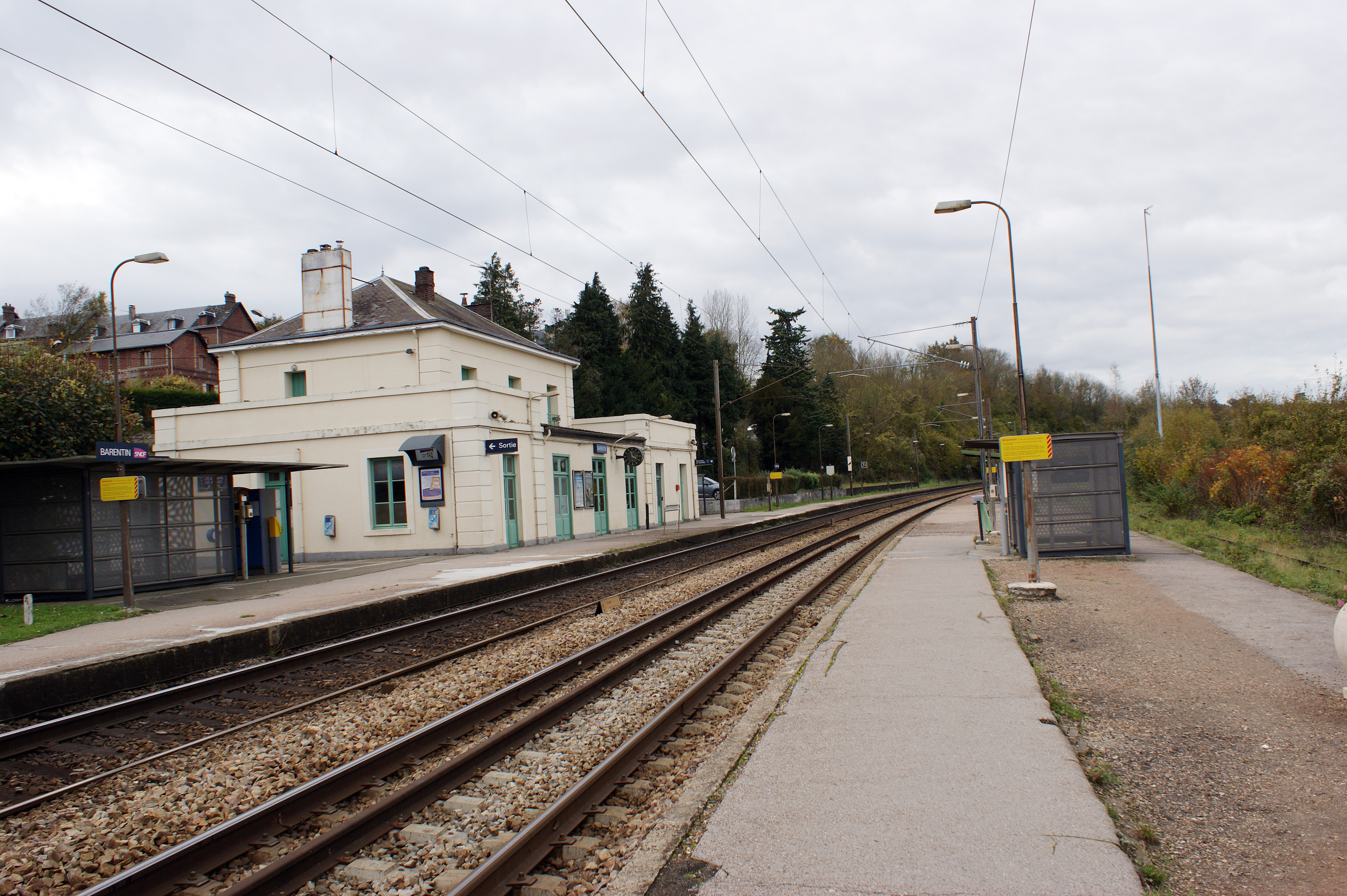
Bâtiment voyageurs, voies, quais et abris en novembre 2014.

Gare SNCF, elle dispose d'un bâtiment voyageurs, avec guichet, ouvert du lundi au samedi et fermé les dimanches et jours fériés. Elle est équipée d'automates pour l'achat de titres de transport. Elle propose un service, sur réservation, pour les personnes à mobilité réduite.
Au bout des quais, à l'aplomb de l'entrée sur le viaduc, un passage sous la première arche, accessible par des escaliers, permet la traversée des voies et l'accès aux quais.

### Desserte
Barentin est une gare voyageurs du réseau TER Normandie, desservie par des trains express régionaux assurant les relations : Elbeuf - Saint-Aubin – Rouen – Yvetot – Le Havre,.

### Intermodalité
Un parc pour les vélos (8 places) et un parking pour les véhicules (30 places) y sont aménagés.

## Galerie de photographies

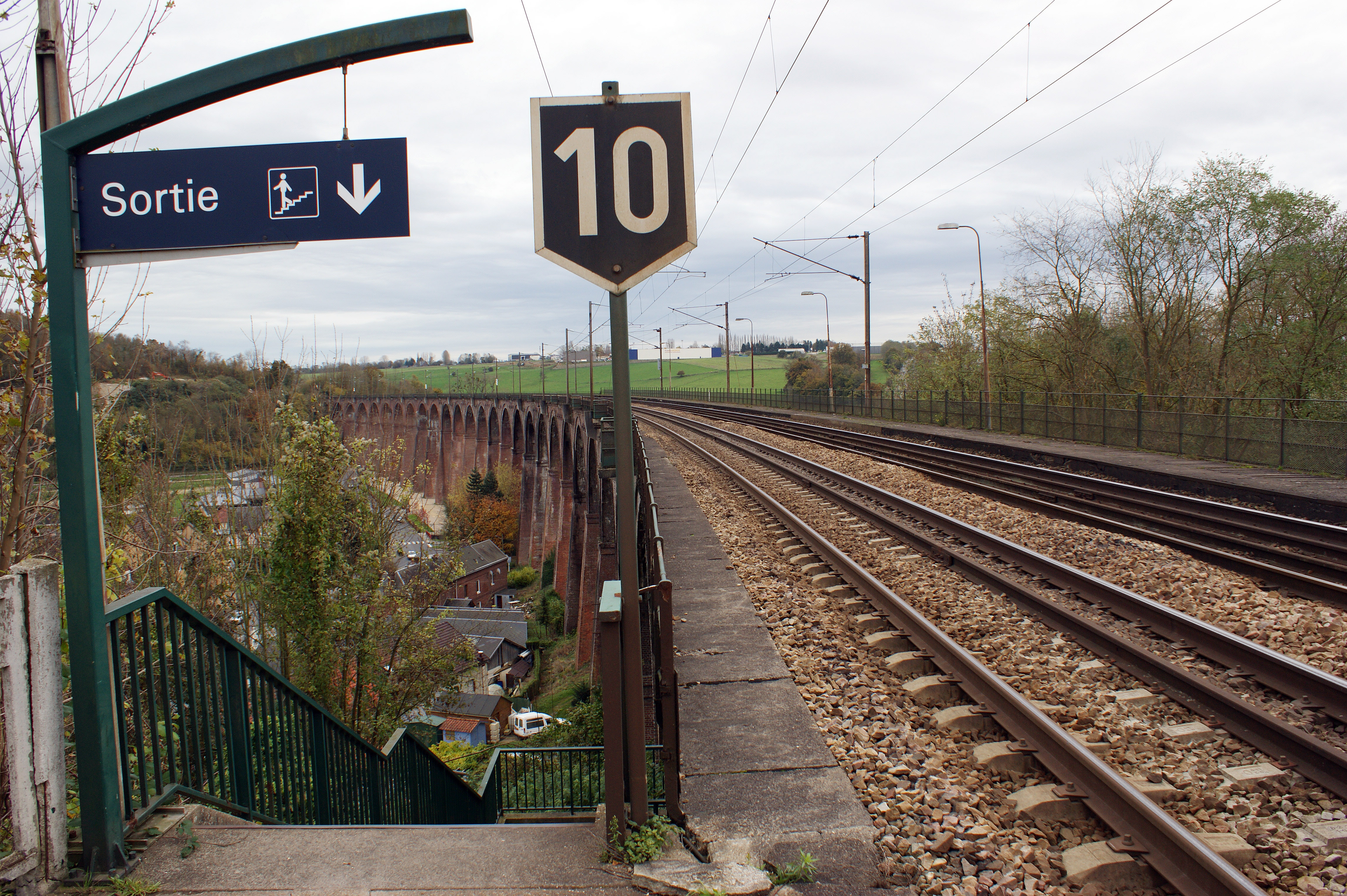
Viaduc et passage sous voies.
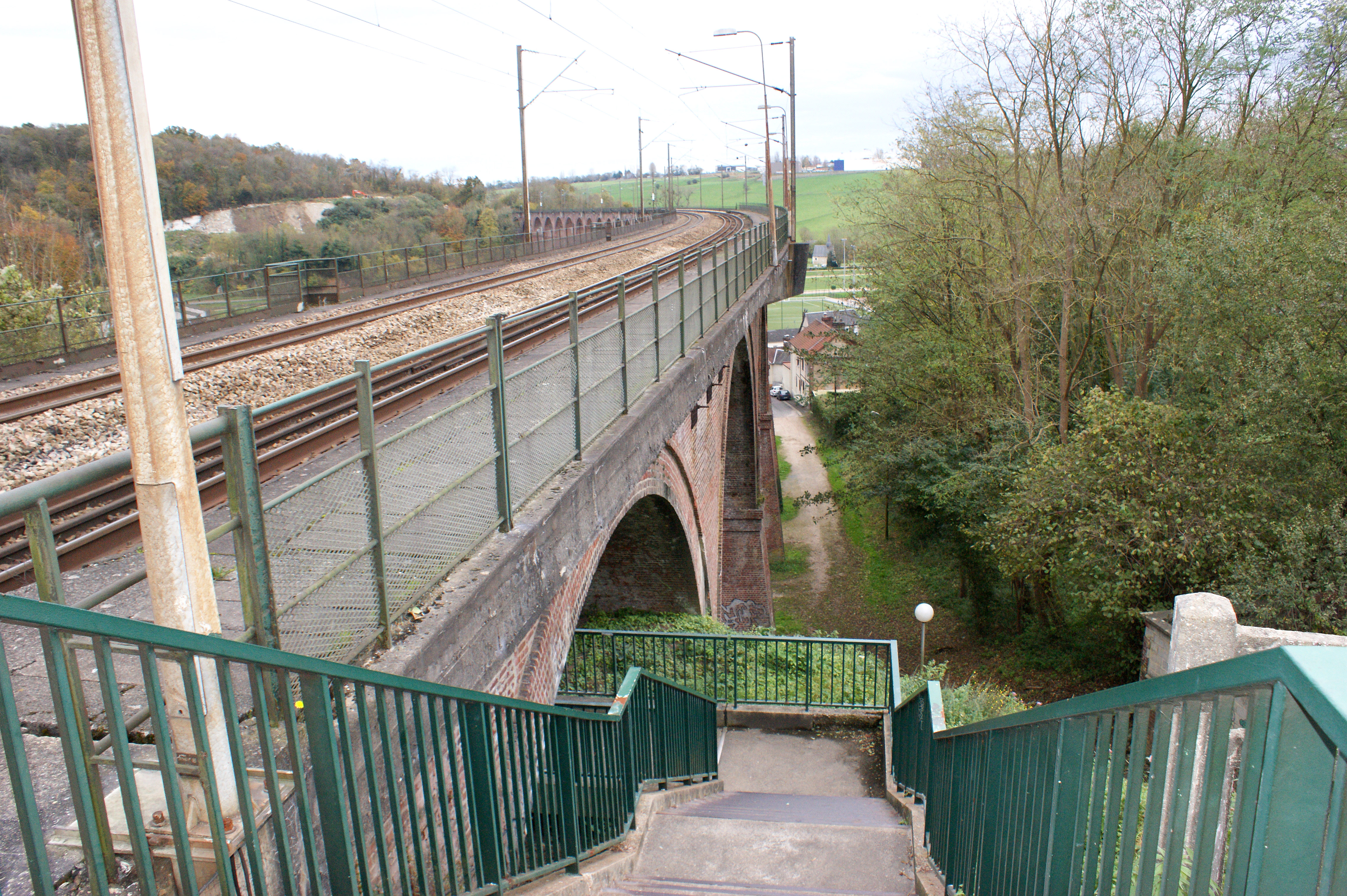
Passage côté bâtiment.
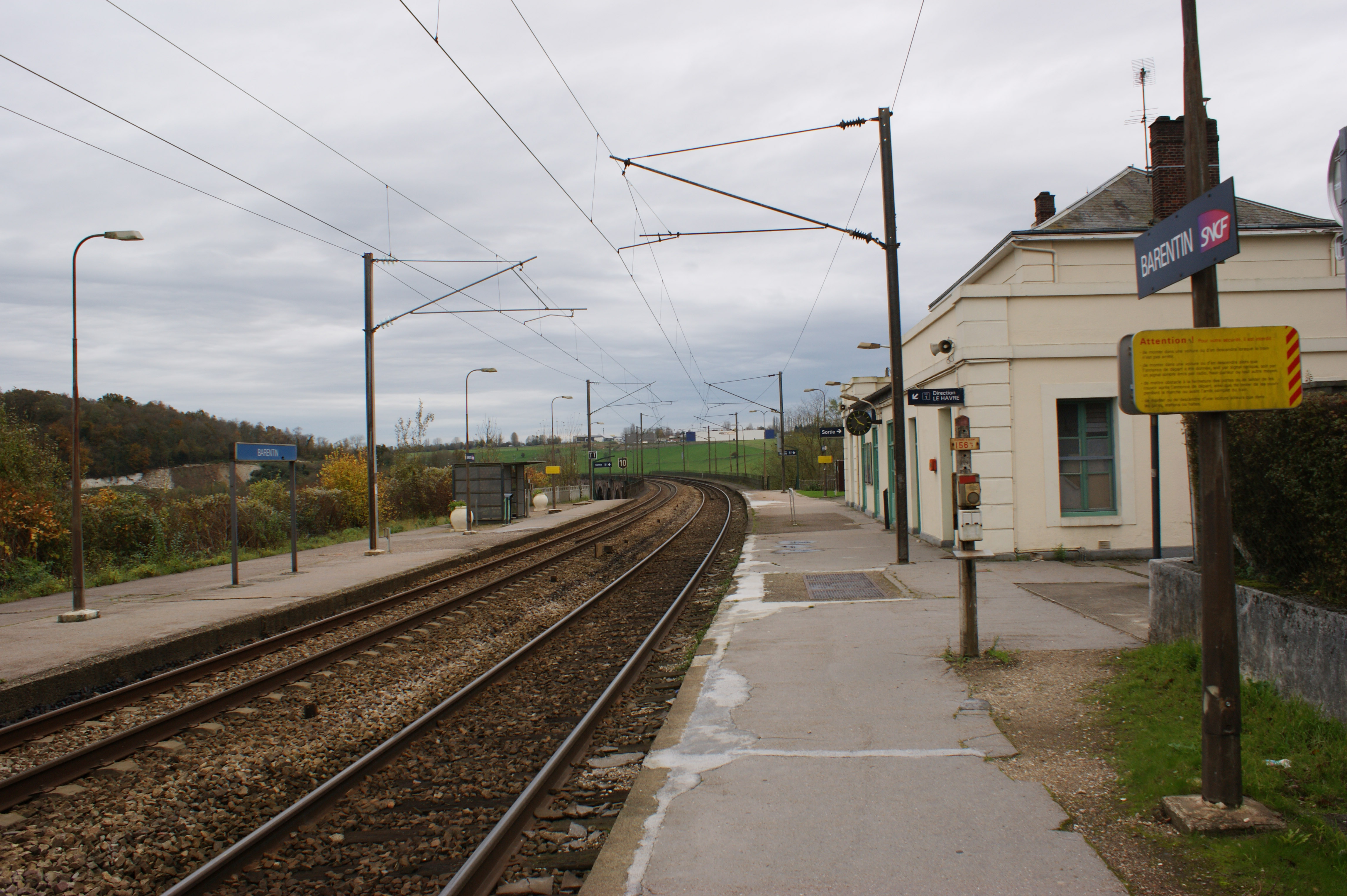
Vue en direction du viaduc.

## Patrimoine ferroviaire
L'ancien bâtiment voyageurs, modifié au fil du temps, présente une structure d'origine sans doute due à l'architecte éclectique William Tite qui a réalisé toutes les stations d'origine de la ligne dans différents styles.